# Doris María Ramírez
Doris María Ramírez, (Lima, 7 de diciembre de 1998) conocida simplemente Doris María, es una actriz y cantante peruana que se ganó notoriedad en 2008, interpretando a la cantante Sonia Morales en su etapa de niñez en la miniserie Nacida para triunfar. Es hermana mayor del actor peruano Marco Antonio Ramírez.

## Biografía
Doris María nació el 7 de diciembre de 1998, proveniente de una familia de clase media-alta. Es la primera de dos hermanos. 
Comenzó su carrera artística desde los 7 años, siendo cantante que desempeñaba en el género folclore. 
A inicios de 2008, ha sido protagonista de la miniserie producida por Efraín Aguilar, Nacida para triunfar, interpretando a Sonia Morales en su etapa de niñez, con este papel, se ganó la popularidad y se convirtió en un personaje de moda en ese tiempo. Aparte, se dedicaba a sus estudios.
Después de su debut actoral, apareció en la película ganadora del festival de cine de Berlín, La teta asustada y posteriormente en papeles cortos de las series peruanas como Eva, Ana Cristina y Solamente milagros.
En 2013, se alejó de la televisión y de los medios para enfocarse en sus estudios. 

## Actualidad
Actualmente, Doris María es estudiante de Derecho en la Universidad Nacional Mayor de San Marcos y a la vez, continúa con su carrera artística, pero esta vez, ya no con la fama de antes.

## Créditos
- 2008: Nacida para triunfar como Sonia Morales (niña).
- 2009: La teta asustada como el soldadito #4.
- 2010: Eva como Rosa (niña).
- 2011: Ana Cristina (cameo)
- 2012/2015: Solamente milagros como Miranda; episodio Vivaza (Temporada 1) y como Sonia; episodio Maltrato doméstico (Temporada 2).